# Sol Linhas Aéreas
Sol Linhas Aéreas es una aerolínea regional doméstica con base en Cascavel, Paraná,  Brasil.

## Historia
El principal objetivo de la compañía es operar en el mercado de vuelos regionales regulares, conectando la ciudad de Cascavel con otras ciudades del estado de Paraná y los estados vecinos. Fue fundada en 2008 y su primer vuelo fue operado el 12 de octubre de 2009.

## Destinos
En septiembre de 2010 Sol Linhas Aéreas opera vuelos a los siguientes destinos: 
- Curitiba – Aeropuerto Internacional Afonso Pena
- Cascavel – Aeropuerto Adalberto Mendes da Silva

## Flota
La flota de Sol Linhas Aéreas incluye las siguientes aeronaves configuradas en asientos de clase turista exclusivamente (en agosto de 2010):